# 巴拉姆比
巴拉姆比是位於蘇格蘭邓迪東北部的住宅區。這裡以前是一個以巴拉姆比城堡為中心的莊園。

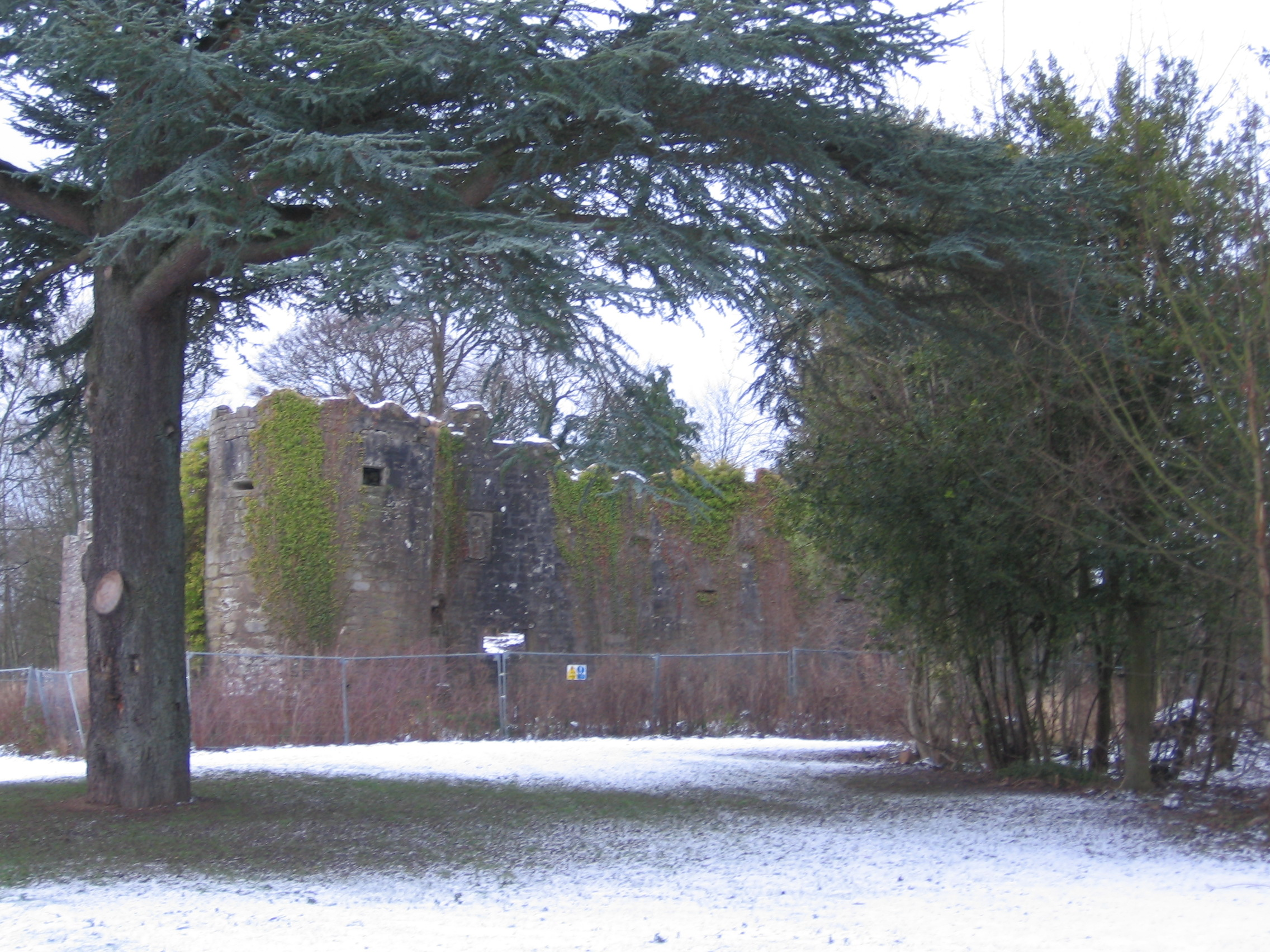
巴拉姆比城堡

巴拉姆比城堡由洛弗尔家族建造。蘇格蘭皇家歷史古蹟委員會把城堡建造年份紀錄為1545年，然而蘇格蘭文物局把建造年份定為14至15世紀。目前城堡只餘下外牆，城堡是私人擁有，由於安全問題，一般人只禁止進入城堡。
1810年，在城堡旁建成了兩層高的巴拉姆比大宅（Ballumbie House），設有冰窖和馬房。在1951年至1981年間改建成酒店，1982年一場大火摧毀了大宅。經過20多年作為無屋頂的建築物後，大宅重建為一座公寓。